# Sutugius
Sutugius ist in der Mythologie der Name eines keltischen Gottes, der nach der Interpretatio Romana mit Mars gleichgesetzt wurde.
Er ist einzig aus einigen Weiheinschriften aus der Umgebung von Saint-Plancard (Département Haute-Garonne, Pyrenäen), im Gebiet des antiken Lugdunum Convenarum, bekannt.